# 三澤園子
三澤 園子（みさわ そのこ）は、「医局ネキ」の通称で知られる、脳神経内科を専門とする日本の女性医師である。東京学芸大学附属高等学校から千葉大学医学部を卒業し、千葉大学大学院医学研究院脳神経内科学准教授を経て、2025年5月から東京科学大学大学院医歯学総合研究科脳神経病態学分野教授。二児の母であり、2020年の段階では育児・家事もこなしつつ、医師としては当直なども含めた臨床・研究・教育をフルタイムで行っている。
慶應義塾大学で公衆衛生学の修士号を取得しているほか、新薬開発を事業とする一般社団法人kizunaの代表理事でもある。

## 略歴
医師の多い家系に生まれた。祖父、叔父・叔母、母が医師であり、医師以外の職業選択はあまり考えなかったという。夫もクリニックを経営する開業医である。1993年に東京学芸大学附属高校を卒業し、同年4月に千葉大学医学部に入学した。医学部を卒業後は脳神経内科に進み、医師5年目で千葉大学大学院に入学して以降は脳神経内科医としてキャリアを重ねた。
千葉大学では、クロウ・深瀬症候群とギラン・バレー症候群という二つの難病の新規治療薬の開発に取り組んでいた。
「医局ネキ」の通称について
2023年11月、当時千葉大学医学部附属病院脳神経内科の医局長でもあった三澤はSNSのTwitterで、医局に所属する若手医師は、自分に対してかかっている医局の教育・管理のコストを意識したうえで研修医の教育や地域医療に貢献してほしいという趣旨のツイートをしたが、結果的には当時のTwitterで「炎上」といえる反発を招いた。三澤によれば「専攻医や大学院生時代に十分にgiveした、これ以上搾取するな」のような声があがったという。